# Línea 166 (Interurbanos Madrid)
La línea 166 de la red de autobuses interurbanos de Madrid une San Sebastián de los Reyes con la Urbanización Valdelagua, en San Agustín de Guadalix.

## Características
Esta línea une la urbanización en cuestión con el casco urbano de San Sebastián de los Reyes y viceversa, con un recorrido que dura aproximadamente 25 min entre cabeceras.
Hasta el año 2012 esta línea acababa en el Intercambiador de Plaza de Castilla en Madrid, pero debido a la falta de viajeros y a la crisis económica esta línea redujo sus horarios y volvió a su recorrido original de los años 90.
El 1 de enero del 2013 la línea se reorganiza, cambiando su cabecera y estableciéndola en la Plaza de Toros de San Sebastián de los Reyes. También se redujeron notablemente los horarios, a la vez que se suprimieron las diferentes sublíneas que poseía. Partiendo de su itinerario normal circulaba entre el Intercambiador de Plaza de Castilla y la Urbanización Valdelagua, la línea contaba con otras 3 sublíneas distintas que terminaban/comenzaban en la Urbanización Club de Campo, comenzaban en la Urbanización Club de Campo y finalizaban en San Sebastián de los Reyes; y otra que circulaba entre la Urbanización Valdelagua y San Sebastián de los Reyes. A efectos prácticos es esta última sublínea la que opera a día de hoy y se ha convertido en el itinerario normal de la línea y no posee ningún recorrido distinto al normal.
Desde mediados de febrero del 2021, la línea dejó de tener la cabecera en la Plaza de Toros de San Sebastián de los Reyes, en su lugar se creó la parada 20899 - Calle Real - Cementerio. Esto se debió a que el ayuntamiento de San Sebastián de los Reyes realizó obras en la Avenida de la Plaza de Toros, peatonalizándola por completo. La línea realizaba parada tanto a la ida como a la vuelta en el centro de salud V Centenario, al lado de la estación de Metro de Reyes Católicos pero fue suprimida. Las paradas suprimidas fueron: 06785 - Avenida de la Plaza de Toros - Estación Reyes Católicos y 11983 - Calle Real - Centro de Salud.
Siguiendo la numeración de líneas del CRTM, las líneas que circulan por el corredor 1 son aquellas que dan servicio a los municipios situados en torno a la A-1 y comienzan con un 1. En concreto, la línea 166 solo está dentro de la decena 160 junto con la línea 161.
La línea mantiene los mismos horarios todo el año (exceptuando las vísperas de festivo y festivos de Navidad).
Está operada por la empresa Interbus mediante la concesión administrativa VCM-101 - Madrid - Alcobendas - Algete - Tamajón (Viajeros Comunidad de Madrid) del Consorcio Regional de Transportes de Madrid.

## Horarios
| Lunes a viernes laborables | Lunes a viernes laborables | Sábados laborables, domingos y festivos | Sábados laborables, domingos y festivos |
| S.S. Reyes > Valdelagua    | Valdelagua > S.S. Reyes    | S.S. Reyes > Valdelagua                 | Valdelagua > S.S. Reyes                 |
| 07:40                      | 08:05                      | 08:30                                   | 09:00                                   |
| 08:40                      | 09:05                      | 14:40                                   | 15:10                                   |
| 09:40                      | 10:05                      | 20:30                                   | 21:00                                   |
| 12:40                      | 13:10                      |                                         |                                         |
| 17:10                      | 17:40                      |                                         |                                         |
| 20:40                      | 21:10                      |                                         |                                         |

## Recorrido y paradas

### Sentido Urbanización Valdelagua
Partiendo de su cabecera en la Calle Real de San Sebastián de los Reyes junto al cementerio municipal, avanza en sentido norte y gira para tomar brevemente el Paseo de Europa (sin paradas) y desviarse para tomar la Avenida del Camino de lo Cortao (3 paradas). Al final de la avenida toma brevemente la Avenida de los Pirineos (sin paradas) y retoma el Paseo de Europa realizando 2 paradas: en el Hospital Infanta Sofía y el Centro Comercial Alegra. Desde aquí sale del casco urbano y toma la N-1 (2 paradas) y al final de la misma circula íntegramente por la vía de servicio de la A-1 (2 paradas).
Aproximadamente en el km. 26.5 la línea se desvía y entra en la Urbanización Club de Campo (1 parada) y prosigue su recorrido por la vía de servicio de la A-1 hasta realizar una parada en el cruce de las urbanizaciones Ciudalcampo y Santo Domingo.
Desde aquí circula brevemente por la A-1 hasta desviarse en el km. 30 para adentrarse en la Urbanización Valdelagua y realizar 2 paradas, teniendo su cabecera en la Avenida Principal junto a la Calle de los Pinos.
| Código | Zona | Localidad                  | Denominación                                                 | Ubicación                            | Líneas de la parada                                              | Metro                  |
| ------ | ---- | -------------------------- | ------------------------------------------------------------ | ------------------------------------ | ---------------------------------------------------------------- | ---------------------- |
| 20899  |      | San Sebastián de los Reyes | Calle Real - Cementerio                                      | Calle Real Nº118                     | 156 166 N102 4 5                                                 | Reyes Católicos        |
| 11590  |      | San Sebastián de los Reyes | Avenida del Camino de lo Cortao - Avenida Matapiñonera       | Avenida del Camino de lo Cortao Nº2  | 156 166 7                                                        |                        |
| 11592  |      | San Sebastián de los Reyes | Avenida del Camino de lo Cortao - Avenida de la Fuente Nueva | Avenida del Camino de lo Cortao Nº12 | 156 166 7                                                        |                        |
| 11593  |      | San Sebastián de los Reyes | Avenida del Camino de lo Cortao - Avenida del Moncayo        | Avenida del Camino de lo Cortao Nº31 | 166 7                                                            |                        |
| 17474  |      | San Sebastián de los Reyes | Paseo de Europa - Hospital Infanta Sofía                     | Paseo de Europa Nº11                 | 152C 161 166 171 180 181 182 183 191193194195196197210 N103 N104 | Hospital Infanta Sofía |
| 16437  |      | San Sebastián de los Reyes | Carretera Antigua de Burgos - Centro Comercial Alegra        | N-1 km. 19,9                         | 161 166 171 180 181 182 183 185 191193194195196197210 N103 N104  |                        |
| 06694  |      | San Sebastián de los Reyes | Carretera Antigua de Burgos - La Granjilla                   | N-1 km. 20,3                         | 161 166 171 180 181 182 183 185 N103                             |                        |
| 06695  |      | San Sebastián de los Reyes | Carretera Antigua de Burgos - Caravanas                      | N-1 km. 21,9                         | 161 166 171 180 181 182 183 185 N103                             |                        |
| 06697  |      | San Sebastián de los Reyes | Carretera A-1 - Urbanización Fuente del Fresno               | N-1 km. 23,4                         | 166 171 191 193 194 195 196 N104                                 |                        |
| 06698  |      | San Sebastián de los Reyes | Carretera A-1 - El Alemán                                    | N-1 km. 24,2                         | 166 171                                                          |                        |
| 15608  |      | San Sebastián de los Reyes | Plaza de Antonio de Cabezón - Urbanización Club de Campo     | Plaza de Antonio de Cabezón Nº1      | 166                                                              |                        |
| 06701  |      | Colmenar Viejo             | Carretera A-1 - Urbanización Ciudalcampo                     | N-1 km. 28,3                         | 166 191 193 194 195 196 N104                                     |                        |
| 19185  |      | Colmenar Viejo             | Avenida Principal - Caseta Urbanización Valdelagua           | Avenida Principal Nº66               | 166                                                              |                        |
| 06706  |      | San Agustín del Guadalix   | Avenida Principal - Urbanización Valdelagua                  | Calle de los Pinos S/N.º             | 166                                                              |                        |

1. 1 2 3 4 5 6 7 8 9 10 11 12 13 14  Sólo permite la subida de viajeros
2. ↑  Técnicamente esta parada se encuentra en el término municipal de Colmenar Viejo, debido a la extensión de terreno que tiene Colmenar Viejo entre San Sebastián de los Reyes y San Agustín del Guadalix. Algunas paradas se encuentran dentro de este terreno y esta parada es una de ellas. La Urbanización Ciudalcampo pertenece al término municipal de San Sebastián de los Reyes (aunque una porción de ella al norte entra en este terreno mencionado de Colmenar Viejo).
3. ↑  Técnicamente esta parada se encuentra en el término municipal de Colmenar Viejo, debido a la extensión de terreno que tiene Colmenar Viejo entre San Sebastián de los Reyes y San Agustín del Guadalix. Algunas paradas se encuentran dentro de este terreno y esta parada es una de ellas; ya que el límite municipal cruza ligeramente por el inicio de la urbanización y esta parada se encuentra dentro del mismo. La urbanización pertenece al término municipal de San Agustín del Guadalix.

### Sentido San Sebastián de los Reyes
El recorrido en sentido San Sebastián de los Reyes es igual al de ida.
| Código | Zona | Localidad                  | Denominación                                                 | Ubicación                            | Líneas de la parada                                            | Metro                  |
| ------ | ---- | -------------------------- | ------------------------------------------------------------ | ------------------------------------ | -------------------------------------------------------------- | ---------------------- |
| 06706  |      | San Agustín del Guadalix   | Avenida Principal - Urbanización Valdelagua                  | Calle de los Pinos S/N.º             | 166                                                            |                        |
| 06707  |      | Colmenar Viejo             | Avenida Principal - Caseta Urbanización Valdelagua           | Avenida Principal Nº66               | 166                                                            |                        |
| 06719  |      | San Sebastián de los Reyes | Carretera A-1 - Urbanización Ciudalcampo                     | N-1 km. 27,9                         | 166 171 191 193 194 195 196 N104                               |                        |
| 15608  |      | San Sebastián de los Reyes | Plaza de Antonio de Cabezón - Urbanización Club de Campo     | Plaza de Antonio de Cabezón Nº1      | 166                                                            |                        |
| 06722  |      | San Sebastián de los Reyes | Carretera A-1 - El Alemán                                    | N-1 km. 24,3                         | 166 171                                                        |                        |
| 18789  |      | San Sebastián de los Reyes | Carretera A-1 - Urbanización Fuente del Fresno Norte         | N-1 km. 23,8                         | 166 171                                                        |                        |
| 06723  |      | San Sebastián de los Reyes | Carretera A-1 - Urbanización Fuente del Fresno               | N-1 km. 23,4                         | 166 171 191 193 194 195 196 N104                               |                        |
| 06749  |      | San Sebastián de los Reyes | Carretera Antigua de Burgos - Granja Escuela                 | N-1 km. 21,9                         | 161 166 171 180 181 182 183 184 185 N103                       |                        |
| 06750  |      | San Sebastián de los Reyes | Carretera Antigua de Burgos - La Granjilla                   | N-1 km. 20,4                         | 161 166 171 180 181 182 183 184 185 N103                       |                        |
| 16438  |      | San Sebastián de los Reyes | Carretera Antigua de Burgos - Centro Comercial Alegra        | N-1 km. 19,9                         | 166 171 180 181 182 183 184 185 191193194195196197210N103 N104 |                        |
| 17025  |      | San Sebastián de los Reyes | Paseo de Europa - Hospital Infanta Sofía                     | Paseo de Europa Nº11                 | 166 171 180 181 182 183 184 191193194195196197210N103 N104     | Hospital Infanta Sofía |
| 11594  |      | San Sebastián de los Reyes | Avenida del Camino de lo Cortao - Avenida del Moncayo        | Avenida del Camino de lo Cortao Nº31 | 166                                                            |                        |
| 11591  |      | San Sebastián de los Reyes | Avenida del Camino de lo Cortao - Avenida de la Fuente Nueva | Avenida del Camino de lo Cortao Nº11 | 166                                                            |                        |
| 11589  |      | San Sebastián de los Reyes | Avenida del Camino de lo Cortao - Calle del Doctor Flemming  | Avenida del Camino de lo Cortao Nº2  | 166                                                            |                        |
| 20899  |      | San Sebastián de los Reyes | Calle Real - Cementerio                                      | Calle Real Nº118                     | 156 166 N102 4 5                                               | Reyes Católicos        |

1. ↑  Técnicamente esta parada se encuentra en el término municipal de Colmenar Viejo, debido a la extensión de terreno que tiene Colmenar Viejo entre San Sebastián de los Reyes y San Agustín del Guadalix. Algunas paradas se encuentran dentro de este terreno y esta parada es una de ellas; ya que el límite municipal cruza ligeramente por el inicio de la urbanización y esta parada se encuentra dentro del mismo. La urbanización pertenece al término municipal de San Agustín del Guadalix.
2. 1 2 3 4 5 6 7 8 9 10 11 12 13 14 15 16  Sólo permite el descenso de viajeros